# ایندین هیلز (کالیفرنیا)
ایندیان هیلز (به انگلیسی: Indian Hills) یک منطقهٔ مسکونی در ایالات متحده آمریکا است که در شهرستان کالاوراس، کالیفرنیا واقع شده‌است. ایندیان هیلز ۹۶۱ متر بالاتر از سطح دریا قرار دارد.